# 10505 Johnnycash
10505 Johnnycash eller 1988 BN4 är en asteroid i huvudbältet som upptäcktes den 22 januari 1988 av den belgiske astronomen Henri Debehogne vid La Silla-observatoriet. Den är uppkallad efter artisten Johnny Cash.
Den har en diameter på ungefär 11 kilometer och den tillhör asteroidgruppen Eos.